# Bernard Augustin Cardenau
Pour les articles homonymes, voir Cardenau.
Bernard Augustin Cardenau ou de Cardenau, né le 5 août 1766 à Dax, mort le 21 janvier 1841 à Tilh (Landes), est un général français de la Révolution et de l’Empire. Il est député des Landes de 1818 à 1822 et de 1830 à 1831.

## Biographie
Bernard Augustin Cardenau naît à Dax le 5 août 1766 dans une famille de notable comptant plusieurs avocats. Il entre dans le 1er bataillon des Landes le 1er juin 1791, et est nommé successivement sous-lieutenant puis lieutenant du 80e régiment d’infanterie de ligne, respectivement le 12 et 14 juin 1792. Il participe à la guerre du Roussillon au sein de l’armée des Pyrénées orientales. Le 26 juillet 1794, il participe à la prise de la redoute Marie-Louise, et est pour cet acte promu au grade d’adjudant général chef de bataillon, poste confirmé le 5 août. Il atteint le grade d’adjudant général chef de brigade le 13 juin 1795, et est attaché auprès de Bon-Adrien Jeannot de Moncey puis de Lazare Hoche, au sein de l’armée des côtes de l'Océan.
Il est réformé le 22 septembre 1796 à la suite de la suppression de l’armée de l'Ouest, puis réintégré le 11 novembre 1797. Le 11 décembre, il prend le commandement de la 101e demi-brigade de ligne, au sein de l’armée du Rhin puis de l’armée d'Italie. Le 11 novembre 1803, il est fait chevalier de la Légion d'honneur, puis officier. Il participe à la campagne de Naples et est promu général de Brigade le 1er mars 1807. Il dirige la division des îles Ioniennes de 1808 à 1813, est créé Baron de l'Empire le 20 mars 1812 et rentre en France le 25 juillet 1814. Il quitte l’armée le 1er août 1815 et est admis à la retraite en 1822.
Le 20 octobre 1818, il est élu député des Landes au sein de la 2e législature de la Chambre des députés. Il est membre du groupe des libéraux constitutionnels, et vote avec les royalistes constitutionnels contre la limitation de la liberté de la presse et des libertés individuelles, et pour un nouveau système électoral. Il perd son siège le 17 août 1822. Il est réélu député de l’arrondissement de Dax le 23 juin 1830. Il fait partie de la majorité ministérielle et soutient la monarchie de Juillet, qui le sort de la retraite pour le placer en réserve jusqu’au 11 juin 1832. Il quitte la chambre des députés le 21 janvier 1831, quitte la vie politique et se retire à Tilh, où il meurt le 21 janvier 1841.

## Décorations
- Chevalier de l'ordre royal et militaire de Saint-Louis[2]
- Chevalier de la Légion d'honneur[1],[3]
- Officier de la Légion d'honneur[1],[3]